# Saint-Laurent-Nouan
Saint-Laurent-Nouan ist eine französische Stadt mit 4249 Einwohnern (Stand 1. Januar 2022) im Département Loir-et-Cher in der Region Centre-Val de Loire. Sie gehört zum Gemeindeverband Communauté de communes du Grand Chambord. Es besteht eine Städtepartnerschaft mit Winnweiler in Deutschland.

## Geographie
Saint-Laurent-Nouan liegt etwa 25 Kilometer südwestlich von Orléans, an der Mündung des Ardoux in die Loire.

## Geschichte
1971 bildeten die alten Gemeinden Saint-Laurent-des-Eaux und Nouan-sur-Loire die neue Gemeinde Saint-Laurent-Nouan. Der Ursprung der beiden alten Gemeinden liegt in gallo-römischer Zeit.
Im Mittelalter gehörte Saint-Laurent-des-Eaux zu Beaugency. Der Ort wurde von bekannten Persönlichkeiten besucht, 1307 und 1313 von Philipp IV. von Frankreich, 1429 von Jeanne d’Arc und 1483 von Karl VIII. von Frankreich. Ludwig XIV. traf dort 1659 Jean-Baptiste Gaston de Bourbon, duc d’Orléans.
Das Château de Bois Renard in Nouan-sur-Loire wird seit dem 14. Jahrhundert von der Familie Bodin de Bois Renard bewohnt. Im 17. Jahrhundert stellte diese Familie den Verwalter des Schloss Chambord.
Bis zur Einrichtung einer Bahnverbindung auf der anderen Seite der Loire waren Saint-Laurent-des-Eaux und Nouan-sur-Loire sehr belebte Orte, weil die wichtige Straße von Paris nach Bordeaux dort verlief, außerdem lag es am Jakobsweg. Nachrichten wurden vor der Einrichtung der Eisenbahn zu Pferde transportiert. In Saint-Laurent-Nouan gab es Poststationen.
1963 wurde das Kernkraftwerk Saint-Laurent gebaut und die Stadt entwickelte sich dadurch wieder.

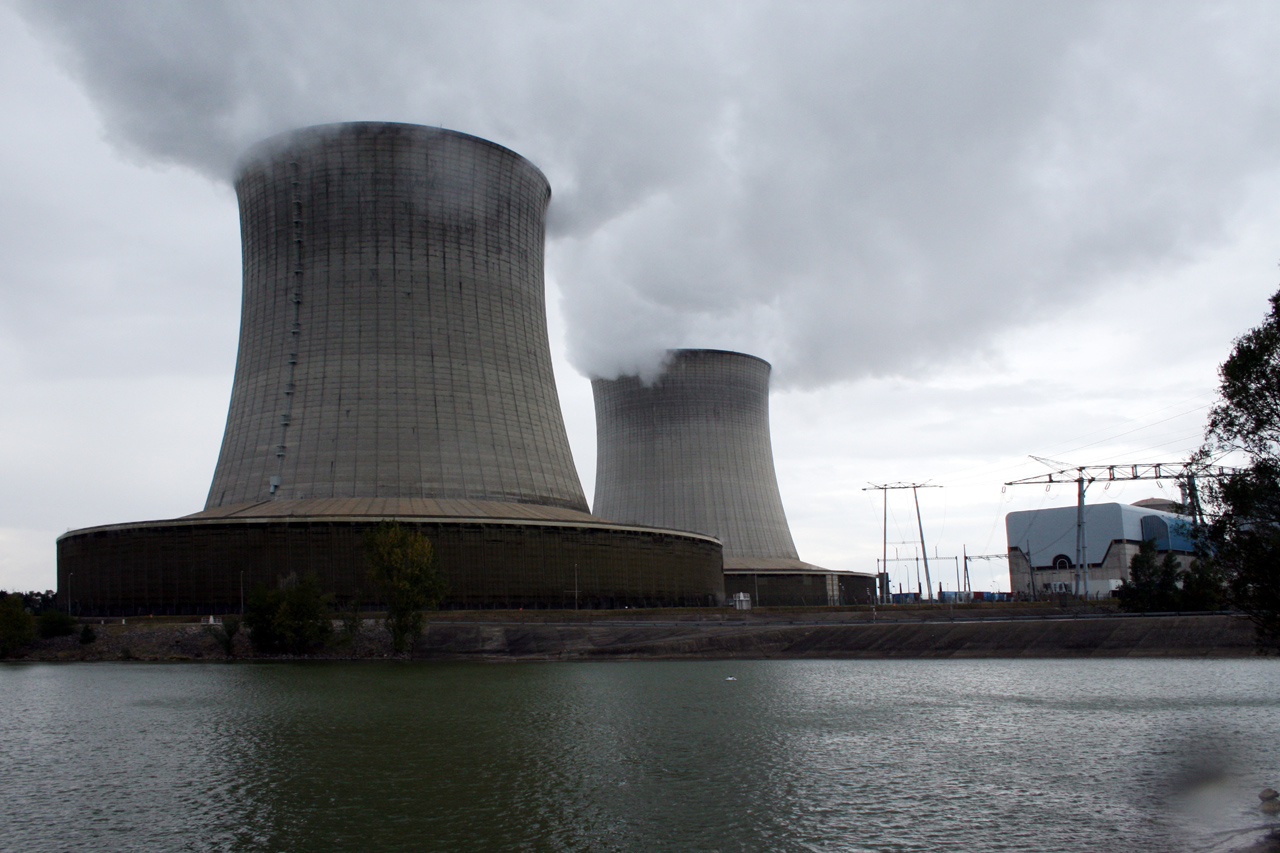
Kernkraftwerk Saint-Laurent

### Bevölkerungsentwicklung
Von 1793 bis 1872 stiegen die Bevölkerungszahlen, danach nahmen sie bis 1954 ab. Seit 1968 steigen die Bevölkerungszahlen stark an.
| Jahr                      | 1793 | 1841 | 1872 | 1911 | 1954 | 1968 | 2006 | 2017 |
| Einwohner                 | 972  | 1388 | 1657 | 1209 | 961  | 1725 | 4068 | 4357 |
| Quelle: Cassini und INSEE |      |      |      |      |      |      |      |      |

## Sehenswürdigkeiten
Die Kirche Saint Aignan im Ortsteil Nouan wurde im 10. Jahrhundert gebaut. Erhalten geblieben ist aus jener Zeit nur das Kirchenschiff. Im 12. Jahrhundert wurden Chor, Absiden und Glockenturm gebaut.
Die Poststation Auberge de l’Image wurde im 18. Jahrhundert umgebaut und zeigt noch Spuren eines Gebäudes aus dem 16. Jahrhundert (Balken und Bögen an der Straßenseite) und 17. Jahrhundert (Treppe und Eingang der Stallungen). Im 20. Jahrhundert wurde das Gebäude restauriert, es befindet sich in Privatbesitz.